# Tarnov
Tarnov es un municipio del distrito de Bardejov en la región de Prešov, Eslovaquia, con una población estimada a final del año 2024 de 415 habitantes.
Se encuentra ubicado en el centro-norte de la región, cerca del río Topľa (cuenca hidrográfica del río Tisza) y de la frontera con Polonia.

## Demografía
| Año        | 1994 | 2004    | 2014    | 2024    |
| ---------- | ---- | ------- | ------- | ------- |
| Población  | 371  | 378     | 379     | 415     |
| Diferencia |      | +1,88 % | +0,26 % | +9,49 % |

| Año        | 2023 | 2024    |
| ---------- | ---- | ------- |
| Población  | 399  | 415     |
| Diferencia |      | +4,01 % |